# Phyllophaga ocozocuana
Phyllophaga ocozocuana är en skalbaggsart som beskrevs av Moron 2003. Phyllophaga ocozocuana ingår i släktet Phyllophaga och familjen Melolonthidae. Inga underarter finns listade i Catalogue of Life.